# Mon amour, mon ami
Mon amour, mon ami — песня французской певицы и актрисы Мари Лафоре. Она впервые вышла в 1967 году в мини-альбоме Marie Laforêt vol. XIII (также известном как Mon amour, mon ami).

## Композиция
Мелодия была написана Андре Поппом, текст — Эдди Марне.

## Трек-лист
7-дюймовый мини-альбом Marie Laforêt vol. XIII (1967, Festival FX 1531 M)
A1. «Mon amour, mon ami»
A2. «Sébastien»
B1. «Je suis folle de vous»
B2. «Mon village au fond de l’eau»

## Чарты
«Mon amour, mon ami» / «Je suis folle de vous»
| Чарт (1967)                    | Высшая позиция |
| ------------------------------ | -------------- |
| Бельгия/Валлония (Ultratop 50) | 25             |

## Каверы
В 1968 году турецкая певица Гёнуль Язар спела кавер песни на турецком языке под названием «Çapkın Kız».
Песня была исполнена Виржини Ледуайен в фильме Франсуа Озона 2002 года «8 женщин» и шведской симфоник-метал-группой Therion в 2012 году.